# سيتي النشيط

عرض لرسالة أريسيبو المكونة من 1679-بت.

ميتي أو سيتي النشيط في علم الفلك (بالإنجليزية: Active SETI أو ((METI) Messaging to Extra-Terrestrial Intelligence) هو محاولة إرسال رسائل إلى مخلوقات ذكية خارج الأرض. ترسل تلك الرسائل عادة في شكل إشارات لاسلكية. كما يمكن اعتبار لوح كـ لوح بايونير رسالة سيتي النشيط إلى مخلوقات ذكية خارج الأرض.
استخدم العالم الفلكي الروسي «ألكسندر زايتسيف» التعبير ميتي للتفرقة بين مشروع سيتي ومشروع ميتي:

العلم المتعلق بسيتي يعمل على البحث عن رسائل قادمة من مخلوقات ذكية خارج الأرض. أما علم ميتي فهو يعمل على إنشاء رسائل يمكن للمخلوقات الذكية خارج الأرض فهمها. أي أن العاملين في مشروعي سيتي وميتي يختلفان في منظورهما. فيتعامل علماء سيتي مع السؤال" هل سيتي النشيط عمل مفيد؟ أو بمعنى آخر، هل من المناسب عند نجاح سيتي أن نرسل إلى مخلوقات ذكية خارج الأرض ونجذب انتباههم؟ فبعكس سيتي النشيط فإن ميتي ليس مسألة محلية ولكنها مسألة تهم العالم اجمع - وهي أنهاء حالة السكوت في الكون، بأن نوصل إلى جيران لنا خارج الأرض الخبر "أنتم لستم وحدكم".

باحثون عالميون مثل العالم الفلكي ستيفن هوكينغ وديفيد برين يعتقدان من وجهة أخرى أن الإرسال إلى مخلوقات ذكية خارج الأرض قد يجلب أخطارا على سكان الأرض. وتوجد خطط للدفاع عن الكواكب. ومن أجل تقدير مدى الخطر اللاحق برسالة فقد صمم مدرج سان مارينو. وطبقا لمدرج الدرجات العشر في تقييم الأخطار فإن رسالة أريسيبو المرسلة في عام 1974 فهي من الدرجة 8.
في عام 2010 اعرب العالم دوغلاس إيه فاكوخ من معهد سيتي عن قلقه بالنسبة للقيام ببرنامج سيتي النشيط وحده باعتباره عملا علميًا واقترح دمج الرنامجين سيتي النشيط وسيتي الخامد بغرض الاندماج في تجارب واضحة المعالم مستمرة ومتتطورة بغرض دراسة نماذج من مجموعة افتراضات، من ضمنها تعيين تواريخ أول رسائل أرسلت إلى نجم معين وقدمت منه إجابة واحتمال وقوع ذلك.
وفي 13 فبراير 2015 ناقش علماء من ضمنهم ديفيد غرينيبون وسيث شوستاك وديفيد برين أثناء المؤتمر السنوي للاتحاد الأمريكي للعلوم المتقدمة، ناقشوا مشروع سيتي النشيط، وعن جدارة إرسال رسائل إلى أذكياء خارج الأرض في الكون ; وفي نفس الأسبوع صدر بيان وقع عليه عدد كبير من العاملين في مشروع سيتي، يقول«يجب أن يبحث الأمر على الأصعدة العلمية والسياسية والإنسانية من قبل إرسال أي رسالة». وفي يوم 28 مارس 2015 اصدر بحث في هذا الشأن كتبه «سيث شوستاك» ونشر في النيويورك تايمز.

## إنشاء رسائل بالراديو
على سبيل محاولة تأليف رسالة راديوية ترسل في الكون يجب التفكير في مخلوقات ذكية خارج الأرض سيتعاملون معها كظاهرة فيزيائية، ثم يبدؤا في فهم ما فيها من معلومات. ففي البداية سيستقبل نظام الاستقبال لدى المخلوقات الذكية الفضائية الإشارة اللاسلكية؛ ثم يأتي بعدها استنباط المعلومات المستقبلة وفهم محتويات الرسالة. وبناء على ذلك فإن كاتب الرسالة لا بد وأن يعتني بسهولة تعيين الإشارة. أو بمعنى آخر يجب أن تكون الرسالة عامة بحيث تضمن احطياط السلامة.
ولهذا الغرض فقد قام مايكل بوش في عام 2010 بابتكار لغة ذات نظام عد ثنائي. كتب بوش الشفرة المختارة وأرسل بواسطتها رسالة تجريبية إلى العالمة رايتشل ريديك. وقامت ريديك بفك شفرة الرسالة كلها خلال 12 ساعة. وتبع ذلك محاولة كتابة رسالة طويلة بواسطة ما يسمى إشارة وحيدة.
كذلك يجب مراعاة خصائص الإشارة اللاسلكية مثل طول الموجة ونوع الاستقطاب والتضمين.
خلال عبور الإشارات الكهرومغناطيسية في الكون وما فيه من وسط بين نجمي تنشأ فيها تأثيرات تغييرات وتضمينات. ويكون التضمين أشد في حالة الترددات المنخفضة ويعتمد على الاتجاه في السماء. والمسافات طويلة، وقد يزداد التضمين حتى يفوق 100% مما يجعل حل شفرة ميتي صعبا.

## اقرأ أيضا
- سيتي
- نطاق صالح للحياة
- إشارة واو!
- نجم إتش دي 164595
- المنطقة المجرية الصالحة للحياة